# Eleições gerais no Reino Unido em 2024
A eleição geral do Reino Unido de 2024 foi realizada na quinta-feira, 4 de julho, para eleger 650 membros do Parlamento (MPs) para a Câmara dos Comuns, a câmara baixa do Parlamento do Reino Unido. O Partido Conservador, liderado pelo primeiro-ministro Rishi Sunak, foi derrotado de forma esmagadora pelo Partido Trabalhista, liderado por Keir Starmer.
A eleição marcou a primeira vitória do Partido Trabalhista desde a eleição geral de 2005 e encerrou os quatorze anos de mandato do Partido Conservador como o principal partido governante. O Partido Trabalhista conquistou uma maioria simples de 174 assentos, totalizando 411 assentos, o segundo melhor resultado do partido em termos de participação de assentos, depois da eleição geral de 1997. No entanto, a participação de votos do partido, de 33,7%, foi a menor de qualquer governo majoritário na história eleitoral britânica. O Partido Trabalhista tornou-se o maior partido na Inglaterra pela primeira vez desde 2005, na Escócia pela primeira vez desde 2010, e manteve seu status como o maior partido no País de Gales. O Partido Trabalhista perdeu cinco assentos para candidatos independentes, em grande parte devido ao seu apoio oficial a Israel na guerra Israel-Hamas, e um assento para os Conservadores. O Partido Conservador sofreu a maior derrota de sua história, sendo reduzido a apenas 121 assentos, com uma participação de votos de 23,7%. Perdeu 244 assentos, incluindo os de doze ministros do Gabinete e o disputado pela ex-primeira-ministra Liz Truss. Também perdeu todos os seus assentos no País de Gales.
Partidos menores tiveram um bom desempenho na eleição, em parte devido ao voto tático anti-Conservador, e a participação combinada de votos do Partido Trabalhista e dos Conservadores de 57,4% foi a mais baixa desde a ascensão do Partido Trabalhista. Os Liberal Democratas, liderados por Ed Davey, fizeram os ganhos mais significativos ao conquistar um total de setenta e dois assentos. Este foi o melhor resultado do partido, tornando-o o terceiro maior partido na Câmara dos Comuns, um status que já havia mantido, mas perdido na eleição geral de 2015. O Reform UK, liderado por Nigel Farage, alcançou a terceira maior participação de votos e ganhou cinco assentos, e o Partido Verde da Inglaterra e do País de Gales conquistou quatro assentos; ambos os partidos alcançaram seus melhores resultados parlamentares na história, ganhando mais de um assento pela primeira vez. No País de Gales, o Plaid Cymru ganhou quatro assentos. Na Escócia, o Partido Nacional Escocês foi reduzido de quarenta e oito assentos para nove, perdendo seu status de terceiro maior partido na Câmara dos Comuns. Na Irlanda do Norte, que tem um conjunto distinto de partidos políticos, o Sinn Féin manteve seus sete assentos e, portanto, tornou-se o maior partido. O Partido Unionista Democrático ganhou cinco assentos, uma redução de oito em 2019. O Partido Social Democrata e Trabalhista ganhou dois assentos, e o Partido da Aliança da Irlanda do Norte, o Partido Unionista do Ulster, a Voz Unionista Tradicionalista e um candidato independente ganharam um assento cada.
O Partido Trabalhista entrou na eleição com uma grande vantagem sobre os Conservadores nas pesquisas de opinião, e a escala potencial da vitória do partido foi um tópico de discussão durante o período da campanha. A economia, saúde, educação, desenvolvimento de infraestrutura, imigração, habitação e energia foram os principais temas da campanha. A eleição foi notavelmente a primeira desde o Brexit e a pandemia de COVID-19 no Reino Unido, a primeira disputada usando os novos limites de circunscrição implementados após a Revisão Periódica das Circunscrições de Westminster de 2023, a primeira eleição geral em que foi necessário identificação fotográfica para votar pessoalmente na Grã-Bretanha, e a primeira convocada sob a Lei de Dissolução e Convocação do Parlamento de 2022.

## Contexto político

### Contexto Político dos Conservadores antes da Eleição
O Partido Conservador, sob a liderança de Boris Johnson, venceu de forma esmagadora a eleição geral de 2019 e o novo governo aprovou o acordo de retirada do "Brexit". A pandemia de COVID-19 levou o governo a instituir restrições de saúde pública, incluindo limitações na interação social, que Johnson e alguns de seus assessores foram posteriormente descobertos por violar. O escândalo político resultante (Partygate), um entre muitos em uma série de controvérsias que caracterizaram o governo de Johnson, prejudicou sua reputação pessoal. A situação escalou com o escândalo de Chris Pincher em julho de 2022, levando à renúncia de Johnson. Ele renunciou como parlamentar no ano seguinte, após uma investigação ter concluído unanimemente que ele mentiu ao Parlamento.
Liz Truss venceu a eleição de liderança resultante e sucedeu Johnson em setembro. Truss anunciou cortes de impostos em larga escala e empréstimos em um mini-orçamento em 23 de setembro, que foi amplamente criticado e – após levar rapidamente à instabilidade financeira – foi em grande parte revertido. Ela renunciou em outubro, tornando-se a primeira-ministra com o mandato mais curto da história britânica. Rishi Sunak venceu a eleição de liderança resultante sem oposição para suceder Truss em outubro.
Durante seu mandato, Sunak foi creditado por melhorar a economia e estabilizar a política nacional após os mandatos de seus antecessores, embora muitas de suas promessas e anúncios de políticas não tenham sido cumpridos. Ele não conseguiu evitar uma maior impopularidade para os Conservadores que, na época da eleição de Sunak, estavam no governo há 12 anos. A opinião pública a favor de uma mudança de governo se refletiu no desempenho ruim dos Conservadores nas eleições locais de 2022, 2023 e 2024.

### Contexto Político de Outros Partidos antes da Eleição
Keir Starmer venceu a eleição de liderança do Partido Trabalhista em 2020, sucedendo Jeremy Corbyn. Sob sua liderança, Starmer reposicionou o partido afastando-se da esquerda e em direção ao centro político. Ele enfatizou a importância de eliminar o antissemitismo dentro do partido, que havia sido uma questão controversa durante a liderança de Corbyn. A turbulência política resultante dos escândalos conservadores e crises de governo, bem como as reformas de Starmer sobre o antissemitismo, levaram o Trabalhismo a ter uma liderança significativa nas pesquisas sobre os Conservadores, muitas vezes por margens muito amplas, desde o final de 2021, coincidindo com o início do escândalo Partygate. Durante as eleições locais de 2023, o Trabalhismo ganhou mais de 500 conselheiros e 22 conselhos, tornando-se o maior partido no governo local pela primeira vez desde 2002. O Trabalhismo fez novos avanços nas eleições locais de 2024, incluindo a vitória na eleição para prefeito das Midlands Ocidentais.
Ed Davey, que anteriormente serviu no governo de coalizão Cameron-Clegg, venceu a eleição de liderança dos Liberal Democratas em 2020, sucedendo Jo Swinson, que perdeu seu assento na eleição geral anterior. Davey priorizou derrotar os Conservadores e descartou trabalhar com eles após a eleição. Os Liberal Democratas fizeram ganhos nas eleições locais: nas eleições locais de 2024, os Liberal Democratas terminaram em segundo lugar pela primeira vez em um ciclo eleitoral local desde 2009.
Assim como os Conservadores, o Partido Nacional Escocês (SNP) sofreu turbulência política e viu uma diminuição em sua popularidade nas pesquisas de opinião, com múltiplos líderes partidários e Primeiros Ministros (Nicola Sturgeon, Humza Yousaf e John Swinney) e a investigação policial Operation Branchform. Sturgeon alegou esgotamento profissional como motivo de sua renúncia, enquanto Yousaf renunciou em meio a uma crise governamental após o término de um acordo de compartilhamento de poder com os Verdes Escoceses. Quando Swinney assumiu a liderança após ser eleito sem oposição para suceder Yousaf, o SNP estava no governo há 17 anos.
Carla Denyer e Adrian Ramsay assumiram a liderança do Partido Verde da Inglaterra e do País de Gales de Caroline Lucas. Rhun ap Iorwerth assumiu a liderança do Plaid Cymru. Mary Lou McDonald assumiu a liderança do Sinn Féin. O Partido do Brexit foi rebatizado como Reform UK e foi inicialmente liderado por Richard Tice nos anos que antecederam a eleição antes de Nigel Farage reassumir a liderança durante a campanha eleitoral.
Edwin Poots assumiu como líder do Partido Unionista Democrático em maio de 2021, mas durou apenas 20 dias. Ele foi substituído por Jeffrey Donaldson, que renunciou em março de 2024 após ser preso por acusações relacionadas a seu histórico delitos sexuais. Ele compareceu ao tribunal em 3 de julho, um dia antes do dia da votação, para enfrentar acusações adicionais de delitos sexuais. Gavin Robinson inicialmente assumiu como líder interino, e depois se tornou o líder permanente em maio.
Novos partidos políticos que estrearam suas campanhas nesta eleição incluíram o Partido Alba, liderado pelo ex-Primeiro-ministro Escocês Alex Salmond, e o Partido dos Trabalhadores da Grã-Bretanha, liderado por George Galloway.

### Mudanças na Composição da Câmara dos Comuns antes da Eleição
Como uma eleição geral foi convocada no Reino Unido, atualmente não há membros em exercício no Parlamento na Câmara dos Comuns. Esta tabela relaciona-se à composição da Câmara dos Comuns na eleição geral de 2019 e sua dissolução em 30 de maio de 2024 e resume as mudanças na afiliação partidária que ocorreram durante o Parlamento de 2019-2024.
| Afiliação             | Afiliação                 | Membros         | Membros               | Membros   |
| Afiliação             | Afiliação                 | Eleitos em 2019 | Na dissolução em 2024 | Diferença |
| --------------------- | ------------------------- | --------------- | --------------------- | --------- |
|                       | Conservador               | 365             | 344                   | 21        |
|                       | Trabalhista               | 202             | 205                   | 3         |
|                       | Nacional Escocês (SNP)    | 48              | 43                    | 5         |
|                       | Liberais Democratas       | 11              | 15                    | 4         |
|                       | Unionista Democrático     | 8               | 7                     | 1         |
|                       | Sinn Féin                 | 7               | 7                     | Estável   |
|                       | Plaid Cymru               | 4               | 3                     | 1         |
|                       | SDLP                      | 2               | 2                     | Estável   |
|                       | Alba                      | —               | 2                     | 2         |
|                       | Verdes                    | 1               | 1                     | Estável   |
|                       | Aliança (APNI)            | 1               | 1                     | Estável   |
|                       | Partido dos Trabalhadores | —               | 1                     | 1         |
|                       | Reform UK                 | 0               | 1                     | 1         |
|                       | Presidente da Câmara      | 1               | 1                     | Estável   |
|                       | Independentes             | 0               | 17                    | 17        |
| Vagos                 | Vagos                     | 0               | 0                     | Estável   |
| Total                 | Total                     | 650             | 650                   | Estável   |
| Votação total efetiva | Votação total efetiva     | 639             | 638                   | 1         |
| Maioria               | Maioria                   | 87              | 44                    | 43        |

## Dia da Eleição

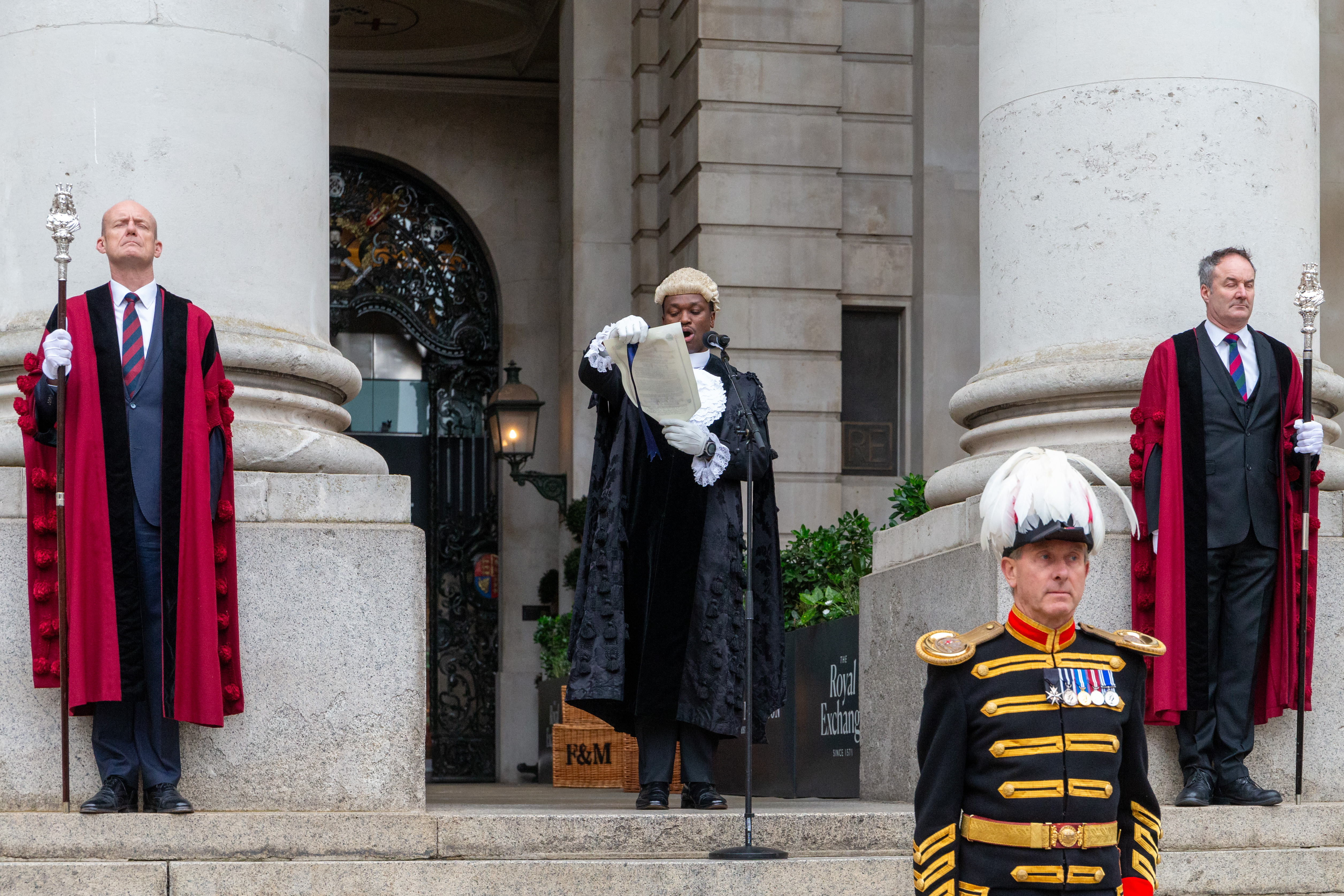
Leitura da proclamação de dissolução nos degraus do Royal Exchange.

Originalmente, a próxima eleição estava programada para ocorrer em 2 de maio de 2024, de acordo com a Lei de Parlamentos de Mandato Fixo de 2011. Na eleição geral de 2019, na qual os Conservadores conquistaram uma maioria de 80 assentos, o manifesto do partido continha um compromisso de revogar a Lei de Parlamentos de Mandato Fixo. Em dezembro de 2020, o governo publicou um projeto de lei para revogar a Lei de Parlamentos de Mandato Fixo de 2011, posteriormente renomeado para Lei de Dissolução e Convocação do Parlamento de 2022. Esta entrou em vigor em 24 de março de 2022. Assim, o primeiro-ministro pode novamente solicitar ao monarca a dissolução do Parlamento e convocar uma eleição antecipada com um aviso de 25 dias úteis. A Seção 4 da Lei estipulava: "Se não tiver sido dissolvido antes, um Parlamento se dissolve no início do dia que é o quinto aniversário do dia em que se reuniu pela primeira vez". A Comissão Eleitoral confirmou que o Parlamento de 2019, portanto, teria que ser dissolvido, no mais tardar, até 17 de dezembro de 2024, e que a próxima eleição geral deveria ocorrer até 28 de janeiro de 2025.
Sem uma data de eleição fixada em lei, havia especulações sobre quando o primeiro-ministro, Rishi Sunak, convocaria uma eleição. Em 18 de dezembro de 2023, Sunak disse a jornalistas que a eleição ocorreria em 2024, em vez de janeiro de 2025. Em 4 de janeiro, ele sugeriu pela primeira vez que a eleição geral provavelmente ocorreria na segunda metade de 2024. Ao longo de 2024, comentaristas políticos e parlamentares esperavam que a eleição fosse realizada no outono. Em 22 de maio de 2024, após muita especulação ao longo do dia (incluindo ser questionado sobre isso por Stephen Flynn durante as Perguntas ao Primeiro-Ministro), Sunak anunciou oficialmente que a eleição seria realizada em 4 de julho, com a dissolução do Parlamento em 30 de maio.
O prazo para nomeações de candidatos foi 7 de junho de 2024, com campanhas políticas durante quatro semanas até o dia da votação em 4 de julho. No dia da eleição, as seções eleitorais em todo o país estarão abertas das 7h às 22h. A data escolhida para a eleição geral de 2024 fez dela a primeira a ser realizada em julho desde a eleição geral de 1945, quase exatamente setenta e nove anos antes. Um total de 4 515 candidatos foram nomeados, mais do que em qualquer eleição geral anterior.

### Cronograma
| Data      | Dia                  | Evento |
| --------- | -------------------- | --- |
| 22 maio   | Quarta-feira         | Primeiro-ministro Rishi Sunak solicita a dissolução do parlamento ao Rei Carlos III e anuncia a data da votação para a eleição geral em 4 de julho.                                                 |
| 24 maio   | Sexta-feira          | Último dia de trabalho parlamentar. Parlamento prorrogado. |
| 25 maio   | Sábado               | Início do período pré-eleitoral (também conhecido como purdah). |
| 30 maio   | Quinta-feira         | Dissolução do parlamento e início oficial da campanha. Proclamação Real emitida dissolvendo o Parlamento de 2019, convocando o Parlamento de 2024 e estabelecendo a data para sua primeira reunião. |
| 7 junho   | Sexta-feira          | Encerramento das nomeações de candidatos (16h). Publicação da declaração de pessoas nomeadas, incluindo aviso de votação e localização das seções eleitorais (17h).                                 |
| 13 junho  | Quinta-feira         | Prazo para registro de voto até 23h59 na Irlanda do Norte. |
| 18 junho  | Terça-feira          | Prazo para registro de voto até 23h59 na Grã-Bretanha. |
| 19 junho  | Quarta-feira         | Prazo para solicitar voto postal. |
| 26 junho  | Quarta-feira         | Prazo para se registrar para voto por procuração até 17h. Exceções aplicadas para emergências. |
| 4 julho   | Quinta-feira         | Dia da votação – urnas abertas das 7h às 22h. |
| 4–5 julho | Quinta e Sexta-feira | Resultados anunciados para a maioria ou todas as circunscrições. |
| 5 julho   | Sexta-feira          | Fim do período pré-eleitoral (também conhecido como purdah). |
| 9 julho   | Terça-feira          | Primeira reunião do novo Parlamento do Reino Unido, para a eleição formal do Presidente da Câmara dos Comuns. Nos dias seguintes, os MPs serão empossados.                                          |
| 17 julho  | Quarta-feira         | Abertura oficial do Parlamento e Discurso do Rei. |

## Sistema eleitoral
As eleições gerais no Reino Unido são organizadas utilizando o sistema de votação "first-past-the-post" (o candidato mais votado ganha). O Partido Conservador, que ganhou a maioria na eleição geral de 2019, incluiu em seu manifesto compromissos para remover o limite de 15 anos para o voto de cidadãos britânicos residentes no exterior e para introduzir um requisito de identificação do eleitor na Grã-Bretanha. Essas mudanças foram incluídas na Lei de Eleições de 2022.

### Revisões de Limites

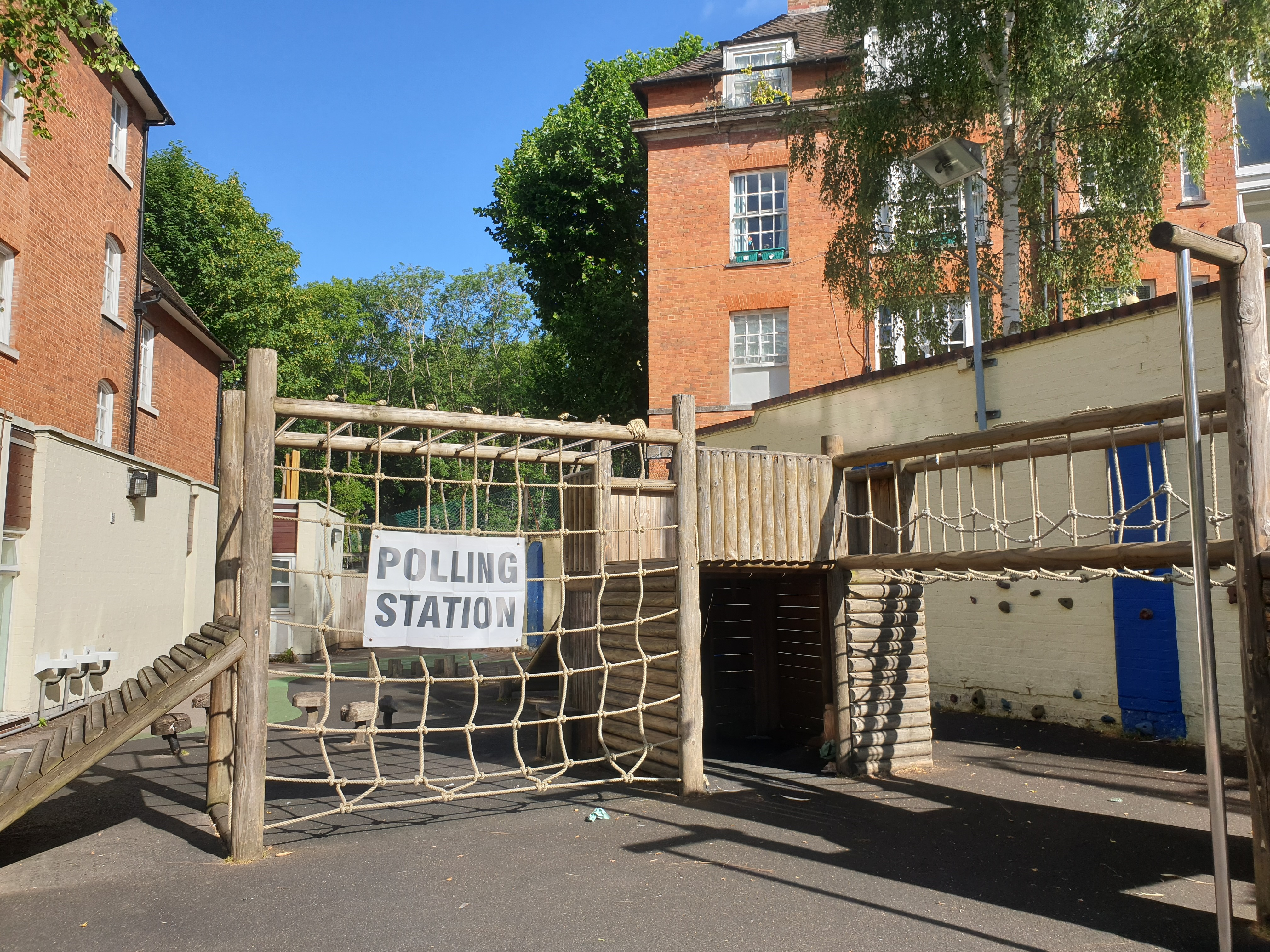
Uma escola sendo usada como local de votação na circunscrição de Hampstead & Highgate durante a eleição. Escolas são frequentemente usadas como locais de votação nas eleições do Reino Unido.

As revisões periódicas das circunscrições de Westminster, que propuseram a redução do número de circunscrições de 650 para 600, começaram em 2011, mas foram temporariamente interrompidas em janeiro de 2013. Após a eleição geral de 2015, cada uma das quatro comissões de limites parlamentares do Reino Unido reiniciou seu processo de revisão em abril de 2016. As quatro comissões apresentaram suas recomendações finais ao Secretário de Estado em 5 de setembro de 2018 e tornaram seus relatórios públicos uma semana depois. No entanto, as propostas nunca foram apresentadas para aprovação antes da convocação da eleição geral realizada em 12 de dezembro de 2019, e em dezembro de 2020, as revisões foram formalmente abandonadas sob o Anexo da Lei de Circunscrições Parlamentares de 2020. Uma projeção dos psefologistas Colin Rallings e Michael Thrasher de como os votos de 2017 teriam se traduzido em assentos sob os limites de 2018 sugeriu que as mudanças teriam sido benéficas para os Conservadores e prejudiciais para o Partido Trabalhista.
Em março de 2020, a ministra do Gabinete, Chloe Smith, confirmou que a Revisão Periódica de 2023 das circunscrições de Westminster seria baseada na manutenção de 650 assentos. A legislação relevante anterior foi emendada pela Lei de Circunscrições Parlamentares de 2020 e as quatro comissões de limites lançaram formalmente suas revisões de 2023 em 5 de janeiro de 2021. Elas foram obrigadas a emitir seus relatórios finais antes de 1º de julho de 2023. Uma vez que os relatórios foram apresentados ao Parlamento, Ordens no Conselho dando efeito às propostas finais deveriam ser feitas dentro de quatro meses, a menos que "haja circunstâncias excepcionais". Antes da Lei de Circunscrições Parlamentares de 2020, mudanças nos limites não podiam ser implementadas até serem aprovadas por ambas as Casas do Parlamento. As mudanças nos limites foram aprovadas em uma reunião do Conselho Privado em 15 de novembro de 2023 e entraram em vigor em 29 de novembro de 2023, significando que a eleição está sendo disputada com esses novos limites.

### Resultados Notionais de 2019

Os resultados notionais da eleição de 2019, se tivessem ocorrido sob os limites recomendados pela Sexta Revisão Periódica.

A eleição está sendo disputada sob novos limites de circunscrição estabelecidos pela Revisão Periódica de 2023 das circunscrições de Westminster. Consequentemente, os meios de comunicação tendem a relatar ganhos e perdas de assentos em comparação com os resultados notionais. Esses são os resultados se todos os votos expressos em 2019 permanecessem inalterados, mas reorganizados pelos novos limites de circunscrição. Resultados notionais no Reino Unido são sempre estimados, geralmente com a ajuda de resultados de eleições locais, porque a contagem de votos em eleições parlamentares no Reino Unido não fornece números em nenhum nível mais específico do que o da circunscrição inteira.
Na Inglaterra, os assentos serão redistribuídos para o sul da Inglaterra, afastando-se do norte da Inglaterra, devido às diferentes taxas de crescimento populacional. O Noroeste da Inglaterra e o Nordeste da Inglaterra perderão dois assentos cada, enquanto o Sudeste da Inglaterra ganhará sete assentos e o Sudoeste da Inglaterra ganhará três assentos. Com base nos padrões históricos de votação, isso é esperado para beneficiar os Conservadores. Com base nesses novos limites, diferentes partidos teriam ganho várias circunscrições com nomes inalterados, mas com limites alterados em 2019. Por exemplo, os Conservadores teriam ganho Wirral West e Leeds North West em vez do Partido Trabalhista, mas o Trabalhista teria ganho Pudsey e Heywood & Middleton em vez dos Conservadores. Westmorland and Lonsdale, a circunscrição representada pelo ex-líder Liberal Democrata Tim Farron, é agora notionalmente um assento Conservador.
Na Escócia, 57 membros do parlamento estão sendo eleitos, abaixo dos 59 em 2019, com a seguinte composição partidária notional da delegação parlamentar da Escócia: O Partido Nacional Escocês permaneceria estável com 48 assentos, apesar de duas de suas circunscrições serem dissolvidas. A contagem de assentos dos Conservadores Escoceses, de seis, também permaneceria inalterada. O Partido Trabalhista Escocês teria mantido Edinburgh South, a única circunscrição que ganhou em 2019. Se a eleição geral de 2019 tivesse ocorrido com os novos limites em vigor, os Liberal Democratas Escoceses teriam ganho apenas dois assentos (Edinburgh West e Orkney and Shetland), em vez dos quatro que ganharam naquele ano, pois os eleitorados expandidos nos outros dois superariam suas pequenas maiorias.
Sob os novos limites, o País de Gales perde oito assentos, elegendo 32 MPs em vez dos 40 eleitos em 2019. O Trabalhista Galês teria ganho 18 em vez dos 22 MPs que elegeu em 2019, e os Conservadores Galeses 12 em vez de 14. Devido à abolição e fusão de circunscrições rurais no Oeste do País de Gales, o Plaid Cymru teria ganho apenas dois assentos em vez de quatro. No entanto, espera-se que as mudanças nos limites causem dificuldade para os Conservadores, à medida que mais áreas pró-Trabalhista são adicionadas a alguns de seus assentos mais seguros.
Na Irlanda do Norte, os resultados notionais são idênticos aos resultados reais da eleição geral de 2019 na Irlanda do Norte.
| Partido | Partido                | MPs                    | MPs                         | MPs     |
| Partido | Partido                | Resultado real de 2019 | Resultado notionais de 2019 | Mudança |
| ------- | ---------------------- | ---------------------- | --------------------------- | ------- |
|         | Conservador            | 365                    | 372                         | 7       |
|         | Trabalhista            | 202                    | 200                         | 2       |
|         | Nacional Escocês (SNP) | 48                     | 48                          | Estável |
|         | Liberais Democratas    | 11                     | 8                           | 3       |
|         | Unionista Democrático  | 8                      | 8                           | Estável |
|         | Sinn Féin              | 7                      | 7                           | Estável |
|         | Plaid Cymru            | 4                      | 2                           | 2       |
|         | SDLP                   | 2                      | 2                           | Estável |
|         | Verdes                 | 1                      | 1                           | Estável |
|         | Aliança (APNI)         | 1                      | 1                           | Estável |
|         | Presidente da Câmara   | 1                      | 1                           | Estável |

### Atrasos nas votações por correio
No fim de semana anterior às eleições, os Conselhos Municipais de Edimburgo, Fife e East Lothian, na Escócia, tiveram que estabelecer postos de votação de emergência e entregar pessoalmente cédulas postais após relatos de eleitores que não receberam suas cédulas a tempo. O Conselho de Fife precisou emitir mais de 200 cédulas de substituição em 29 de junho; Stephen Flynn expressou preocupações de que, devido ao timing das eleições, muitas famílias na Escócia estariam de férias e incapazes de votar pessoalmente.
Algumas áreas da Inglaterra também foram afetadas. Peter Holt, diretor-executivo do Conselho Distrital de Uttlesford, assumiu a responsabilidade pelo atraso no Noroeste de Essex, culpando "erro humano". Ele alertou que resultados apertados na área poderiam ser contestados, embora isso tenha sido negado por um porta-voz de Sunak.
Até segunda-feira, 1º de julho, três dias antes do dia da votação, foi relatado que milhares de votos postais em mais de 90 circunscrições foram afetados. O ministro dos Assuntos Postais, Kevin Hollinrake, criticou a Royal Mail pela maneira como manuseou os votos, instando-os "a fazer tudo o que puderem" para retirar as cédulas dos escritórios de triagem e entregá-las a tempo. A Royal Mail culpou o governo pelo problema, afirmando que as cédulas estavam sendo entregues "assim que chegam em nossa rede".

## Campanha

### Visão geral
A discussão em torno da campanha focou na perspectiva de mudança de governo, uma vez que o Partido Trabalhista, liderado por Keir Starmer, apresentava vantagens significativas nas pesquisas de opinião sobre os Conservadores. Projeções antes da votação indicaram uma vitória avassaladora para o Partido Trabalhista, superando a alcançada por Tony Blair nas eleições gerais de 1997, enquanto comparações foram feitas na mídia com as eleições federais canadenses de 1993, devido à possibilidade de uma potencial derrota conservadora.
A campanha conservadora, assim como a sua condução por Sunak, foi amplamente criticada por comentaristas, focando principalmente em ataques ao Partido Trabalhista por seus supostos planos tributários. Em contraste, Starmer liderou uma campanha positiva para o Partido Trabalhista, utilizando a palavra "mudança" como seu slogan de campanha e oferecendo aos eleitores a oportunidade de "virar a página" votando no Partido Trabalhista. A campanha dos Democratas Liberais, liderada por Ed Davey, foi dominada por suas ações de campanha, que foram usadas para chamar a atenção para os tópicos da campanha. Ao ser questionado sobre essas ações, Davey disse: "Políticos precisam levar a sério as preocupações e interesses dos eleitores, mas não tenho certeza se precisam se levar a sério o tempo todo e estou bastante feliz em me divertir um pouco".

### Anúncio

Primeiro-ministro Rishi Sunak anunciando a data das eleições

Na tarde de 22 de maio de 2024, o primeiro-ministro Rishi Sunak anunciou que havia solicitado ao Rei a convocação de eleições gerais para 4 de julho de 2024, surpreendendo seus próprios parlamentares. Embora Sunak tivesse a opção de esperar até dezembro de 2024 para convocar as eleições, ele afirmou que decidiu pela data porque acreditava que a economia estava melhorando, e que "a queda da inflação e os números de migração líquida reforçariam a mensagem eleitoral do Partido Conservador de 'seguir o plano'". A convocação das eleições foi bem recebida por todos os principais partidos.
O anúncio de Sunak ocorreu durante uma forte chuva em um púlpito do lado de fora do número 10 de Downing Street, sem nenhum abrigo da chuva. A música "Things Can Only Get Better" da banda D:Ream (frequentemente usada pelo Partido Trabalhista em sua bem-sucedida campanha eleitoral de 1997) estava sendo tocada em alto volume ao fundo pelo ativista político Steve Bray enquanto Sunak anunciava a data da eleição geral. Isso fez com que a música alcançasse o segundo lugar nas paradas do iTunes do Reino Unido. A banda posteriormente declarou que lamentava o uso da música em campanhas políticas e não concederia permissão para seu uso em campanhas futuras.

### 22-29 de maio
No início da campanha, o Partido Trabalhista tinha uma liderança significativa nas pesquisas sobre os Conservadores. As pesquisas também mostravam o Partido Trabalhista se saindo bem contra o Partido Nacional Escocês (SNP) na Escócia. Durante uma visita a Windermere, Ed Davey caiu de uma prancha de paddleboard enquanto fazia campanha para destacar a questão dos despejos de esgoto nos rios e lagos. Alguns dias depois, Davey ganhou atenção da mídia ao descer um escorregador Slip 'N Slide, enquanto chamava atenção para o deterioramento da saúde mental entre as crianças. Ed Davey foi notado, com elogios e críticas, por suas ações na campanha. Quando questionado sobre essas ações, Davey disse: "Os políticos precisam levar a sério as preocupações e interesses dos eleitores, mas não tenho certeza se precisam se levar a sério o tempo todo, e estou muito feliz em me divertir um pouco".
Em 23 de maio, Sunak afirmou que antes das eleições não haveria voos para Ruanda para aqueles que buscassem asilo. Foram publicados dados de imigração para 2023 mostrando que a imigração permaneceu em níveis historicamente altos, mas havia caído em comparação com 2022. Nigel Farage inicialmente disse que não se candidataria nas eleições, enquanto seu partido Reform UK afirmou que apresentaria candidatos em 630 distritos na Inglaterra, Escócia e País de Gales. Farage anunciou posteriormente, em 3 de junho, que, ao contrário de sua declaração anterior na campanha, ele se candidataria ao Parlamento em Clacton e que havia retomado a liderança do Reform UK, assumindo o lugar de Richard Tice, que permaneceu como presidente do partido. Farage também previu que o Partido Trabalhista venceria as eleições.
Davey lançou a campanha dos Liberal Democratas em Cheltenham, Condado de Gloucester. No mesmo dia, o lançamento da campanha do SNP foi ofuscado por uma disputa em torno do apoio do líder John Swinney a Michael Matheson e pelos desenvolvimentos na Operação Branchform. Keir Starmer lançou a campanha do Partido Trabalhista em Gillingham, no Priestfield Stadium, casa do Gillingham Football Club.
Em 24 de maio, os Conservadores propuseram a criação de uma Comissão Real para considerar uma forma de serviço nacional obrigatório. Seria composta por duas vertentes para os jovens de 18 anos escolherem: 'voluntariado comunitário', através de organizações como o NHS, serviços de bombeiros, ambulâncias, busca e resgate, e infraestrutura local crítica; ou 'treinamento militar' em áreas como logística e cibersegurança.
O ex-líder trabalhista Jeremy Corbyn anunciou em 24 de maio que concorreria como independente em Islington North contra um candidato trabalhista, sendo assim expulso do partido.
Em 27 de maio, Starmer fez um discurso importante sobre segurança e outras questões.
Em 28 de maio, os Conservadores prometeram um "Triple Lock Plus", onde a isenção de imposto de renda pessoal para aposentados sempre permaneceria superior à pensão estatal. Davey fez stand-up paddle no Lago Windermere, na circunscrição marginal de Westmorland e Lonsdale, destacando o despejo de esgoto nos cursos de água. Ele prometeu abolir a Ofwat e introduzir um novo regulador de água para lidar com a situação, além de propor uma proibição de bônus para diretores executivos de empresas de água. Starmer estava em West Sussex e enfatizou suas raízes em pequenas cidades em seu primeiro grande discurso de campanha.
Em 29 de maio, o Secretário de Saúde Sombra dos Trabalhistas, Wes Streeting, prometeu uma meta de espera de 18 semanas no NHS dentro de cinco anos de um governo trabalhista. O Partido Trabalhista também prometeu dobrar o número de scanners do NHS na Inglaterra. No mesmo dia, Starmer negou que Diane Abbott tivesse sido impedida de se candidatar, apesar de relatos divergentes. Abbott havia sido eleita como deputada trabalhista, mas havia sido suspensa do partido parlamentar por um breve período. Houve controvérsia sobre mais seleções de candidatos do Partido Trabalhista, com vários candidatos da ala esquerda do partido sendo excluídos. Abbott disse que foi impedida de se candidatar como candidata do Partido Trabalhista nas eleições, mas Starmer posteriormente afirmou que ela estaria "livre" para se candidatar como trabalhista.

## Escândalo de apostas

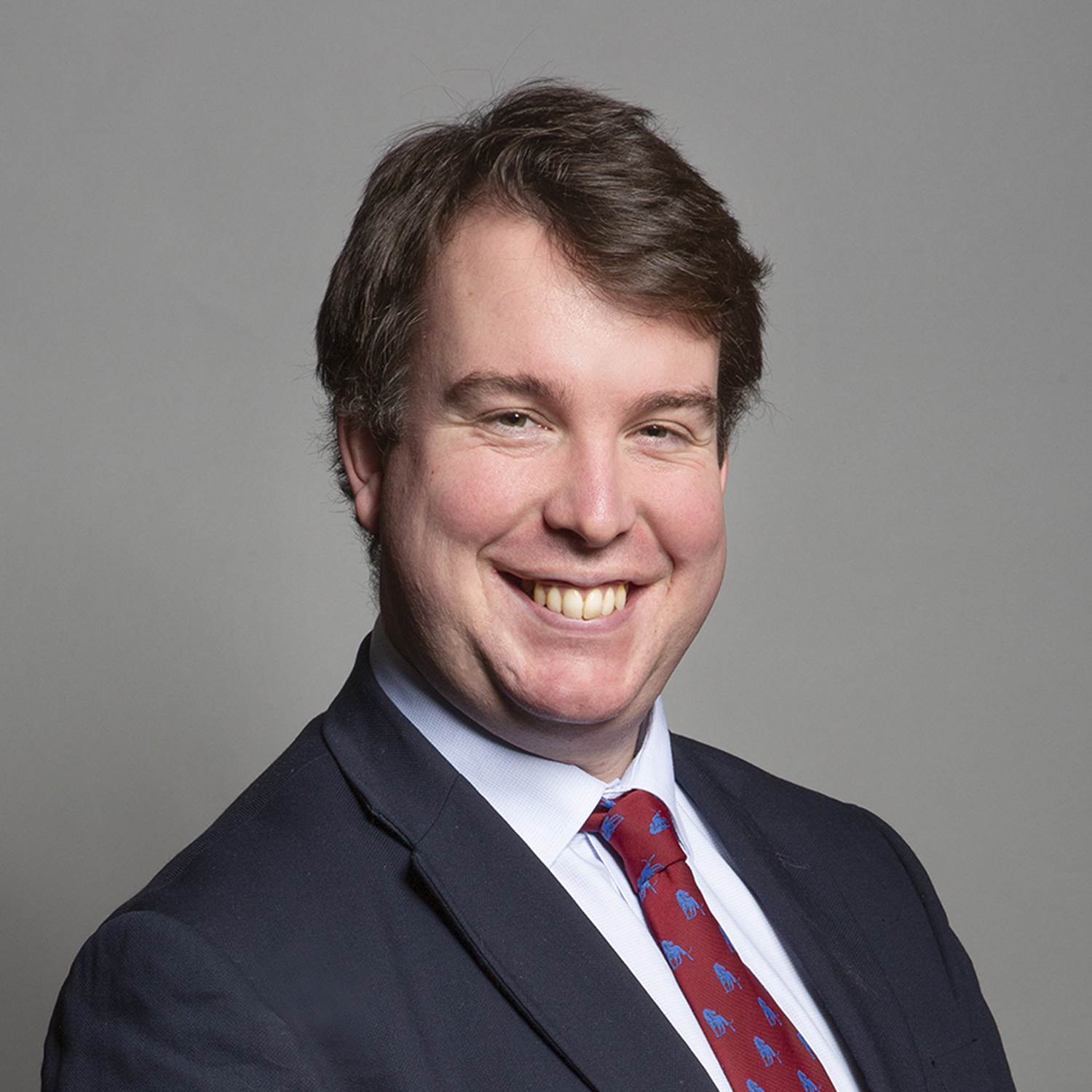
Craig Williams, cuja aposta de £ 100 na data das eleições iniciou o escândalo

Durante a campanha das eleições gerais, surgiram alegações de que foram feitas apostas ilícitas por membros de partidos políticos e policiais, alguns dos quais poderiam ter conhecimento interno da data das eleições gerais antes de Sunak anunciar publicamente quando seriam realizadas.
As alegações começaram com um relatório no The Guardian afirmando que o candidato Conservador e Secretário Parlamentar Privado do Primeiro-ministro, Craig Williams, fez uma aposta de £ 100 em 19 de maio de 2024 de que as eleições seriam em julho, três dias antes de Sunak anunciar a data da eleição geral ao público. Em resposta, a Comissão de Jogos de Azar iniciou uma investigação sobre supostas infrações relacionadas às apostas no dia da eleição. Mais tarde, surgiram novas alegações ou admissões de apostas políticas envolvendo policiais, membros do Partido Conservador, um membro do Partido Trabalhista e um membro dos Liberal Democratas.
O Secretário de Relações Exteriores David Cameron condenou Williams por fazer a aposta, dizendo que foi uma "decisão muito tola". Sunak disse em 20 de junho que estava "incrivelmente irritado ao saber dessas alegações" e que "é correto que elas estejam sendo investigadas devidamente pelas autoridades policiais competentes". Sunak e os Conservadores enfrentaram críticas de Starmer e Davey após o escândalo vir à tona. Davey, enquanto admitia ter apostado no resultado de eleições, também pediu uma revisão das leis de jogos de azar.

## Debates e entrevistas

### Debates
Rishi Sunak desafiou Keir Starmer para seis debates televisionados. Starmer anunciou que não concordaria com tal proposta e ofereceu dois debates diretos - um transmitido pela BBC e outro pela ITV; um porta-voz disse que ambas as redes ofereceriam a maior audiência e que a perspectiva de qualquer debate em canais menores seria rejeitada por não ser um "uso valioso do tempo de campanha". Ed Davey declarou seu desejo de ser incluído em "qualquer debate televisionado", embora ele fosse destaque em apenas um debate.
Em 29 de maio, foi anunciado que o primeiro debate dos líderes seria organizado pela ITV News e intitulado "Sunak v Starmer: The ITV Debate" com Julie Etchingham como moderadora, em 4 de junho. Os principais tópicos foram a crise do custo de vida, o Serviço Nacional de Saúde (NHS), jovens, imigração e política tributária. Sunak disse que o Partido Trabalhista custaria às famílias £ 2000 a mais em impostos, o que Starmer negou. Sunak afirmou que essa cifra foi calculada por "funcionários independentes do Tesouro". Verificadores de fatos contestaram a soma, afirmando que foi baseada em suposições feitas por nomeados políticos e que a cifra era referente a um período de 4 anos. Em 5 de junho, a BBC informou que James Bowler, o secretário permanente do Tesouro, escreveu que "funcionários públicos não estavam envolvidos no [...] cálculo da cifra total usada" e que "quaisquer cálculos derivados de outras fontes ou produzidos por outras organizações não deveriam ser apresentados como tendo sido produzidos pelo Serviço Civil". O Office for Statistics Regulation também criticou a alegação, afirmando que foi apresentada sem que o ouvinte soubesse que se tratava de uma soma ao longo de 4 anos. Uma pesquisa rápida da YouGov após o debate indicou que 46% dos espectadores do debate acharam que Sunak teve um desempenho melhor, enquanto 45% acreditaram que Starmer teve um desempenho melhor. No entanto, uma pesquisa da Savanta publicada no dia seguinte favoreceu Starmer com 44% contra 39% de Sunak. O debate foi assistido por 5,37 milhões de espectadores, tornando-se o programa mais visto da semana.
Um debate na STV apresentado por Colin Mackay ocorreu em 3 de junho, incluindo Douglas Ross, Anas Sarwar, John Swinney e Alex Cole-Hamilton. Outro debate entre esses líderes (também incluindo Lorna Slater) ocorreu em 11 de junho, na BBC Escócia, apresentado por Stephen Jardine.
Um debate da BBC apresentado por Mishal Husain ocorreu em 7 de junho, incluindo Nigel Farage, Carla Denyer, Rhun ap Iorwerth, Daisy Cooper, Stephen Flynn, Angela Rayner e Penny Mordaunt. O debate incluiu trocas de argumentos entre Mordaunt e Rayner sobre impostos, e todos os participantes criticaram Sunak por deixar os eventos do Dia D cedo; Farage chamou as ações de Sunak de "vergonhosas" e disse que os veteranos foram abandonados, Cooper disse que foi "politicamente vergonhoso" e Mordaunt afirmou que a escolha de Sunak de sair prematuramente foi "completamente errada". Após o debate entre os sete, uma pesquisa rápida encontrou que os espectadores consideraram que Farage venceu, seguido por Rayner, mas que Flynn, Denyer e Cooper foram os mais bem avaliados em fazer um bom trabalho. Outro debate entre esses líderes ocorreu em 13 de junho, com Julie Etchingham como moderadora. O debate incluiu novas trocas entre Mordaunt e Rayner sobre impostos.
Em 12 de junho, a Sky News organizou um evento de líderes em Grimsby apresentado por Beth Rigby, incluindo Starmer e Sunak, onde eles responderam perguntas tanto de Rigby quanto da audiência. O debate cobriu vários tópicos, incluindo o NHS, a economia, imigração e seus planos futuros no governo. Starmer começou o evento dizendo que estava colocando o país à frente de seu partido, trazendo o Partido Trabalhista "de volta ao serviço das pessoas trabalhadoras". Ele atacou os Conservadores sobre a política tributária, dizendo que "os Tories não estão em posição de dar lições a ninguém sobre aumentos de impostos". Quando questionado por Rigby sobre apoiar Jeremy Corbyn na eleição anterior, Starmer afirmou que estava "certo de que perderíamos a eleição de 2019". Sunak adotou uma postura defensiva, dizendo que "não foram 18 meses fáceis" e foi questionado sobre sua saída precoce dos eventos do 80º aniversário do Dia D, bem como sobre o plano de asilo em Ruanda. 64% dos entrevistados pela YouGov imediatamente após o debate disseram que Starmer teve um desempenho melhor, comparado a 36% que disseram que Sunak teve um desempenho melhor.
O Channel 4 News organizou um debate em 18 de junho com todos os sete principais partidos, focando exclusivamente nas questões de imigração e ordem pública. Em 24 de junho, um evento do The Sun/Talk apresentado por Harry Cole intitulado "Never Mind the Ballots: Election Showdown" contou com a presença de Sunak e Starmer.
Outros debates da BBC incluíram três especiais do Question Time, dois apresentados por Fiona Bruce em 20 e 28 de junho, e um apresentado por Bethan Rhys Roberts em 24 de junho. O primeiro dos dois apresentados por Bruce contou com quatro sessões separadas de perguntas e respostas de meia hora com Sunak, Starmer, Davey e Swinney; o segundo dos dois apresentados por Bruce contou com o mesmo formato com Ramsay e Farage; o programa apresentado por Rhys Roberts contou com o mesmo formato com ap Iorwerth. Houve um debate da BBC Cymru Wales em 21 de junho; e um debate entre Sunak e Starmer apresentado por Husain ocorreu em 26 de junho. Houve também um debate da BBC em 27 de junho envolvendo os cinco maiores partidos políticos da Irlanda do Norte.

### Entrevistas
Além dos debates, a BBC e a ITV transmitiram programas nos quais os líderes dos principais partidos foram entrevistados detalhadamente.
A entrevista de Sunak no programa Tonight com Paul Brand atraiu grande cobertura na semana anterior à transmissão, pois Sunak saiu controversamente das comemorações do Dia D mais cedo para participar. Mais tarde, foi revelado que o horário da entrevista foi escolhido por Sunak e sua equipe dentre várias opções oferecidas pela ITN.

## Candidatos
Ao todo, 4515 candidatos concorreram nas eleições, o que constitui um número recorde. Isso representa uma média de 6,95 candidatos por circunscrição. Nenhum assento tem menos de cinco pessoas disputando-o; o assento de Rishi Sunak em Richmond e Northallerton tem o maior número de candidatos, com treze concorrentes.
Um número recorde de deputados conservadores não está concorrendo à reeleição, incluindo a ex-primeira-ministra Theresa May e ex-ministros do gabinete como Sajid Javid, Dominic Raab, Matt Hancock, Ben Wallace, Nadhim Zahawi, Kwasi Kwarteng e Michael Gove.
Em março de 2022, o Partido Trabalhista abandonou as listas exclusivas para mulheres, citando parecer jurídico que argumentava que continuar a usá-las para escolher candidatos parlamentares seria uma prática ilegal sob a Lei da Igualdade de 2010, já que a maioria dos deputados trabalhistas agora são mulheres.
Em março de 2024, o Reform UK anunciou um pacto eleitoral com o partido unionista da Irlanda do Norte TUV. O TUV tentou concorrer com candidatos listados como "TUV/Reform UK" nas cédulas, mas isso foi rejeitado pelo Escritório Eleitoral. Nigel Farage unilateralmente encerrou esse acordo ao endossar dois candidatos concorrentes do Partido Unionista Democrático em 10 de junho. O Reform UK também anunciou um pacto com o Partido Social-Democrata (SDP), um partido minoritário socialmente conservador, em algumas circunscrições.
A tabela abaixo mostra todos os partidos concorrendo em pelo menos 14 assentos:
| Partidos | Partidos                                  | Número de candidatos |
| -------- | ----------------------------------------- | -------------------- |
|          | Partido Conservador                       | 635                  |
|          | Partido Trabalhista                       | 631                  |
|          | Liberais Democratas                       | 630                  |
|          | Reform UK                                 | 609                  |
|          | Verde da Inglaterra e do País de Gales    | 574                  |
|          | Trabalhadores da Grã-Bretanha             | 152                  |
|          | Partido Social-Democrata                  | 122                  |
|          | Nacional Escocês (SNP)                    | 57                   |
|          | Partido Cooperativo                       | 48                   |
|          | Verde Escocês                             | 44                   |
|          | Partido do Patrimônio                     | 41                   |
|          | Coalizão Sindicalista e Socialista (TUSC) | 40                   |
|          | Plaid Cymru                               | 32                   |
|          | Partido de Yorkshire                      | 27                   |
|          | Reingressar na UE                         | 26                   |
|          | Independência do Reino Unido              | 24                   |
|          | Aliança do Povo Cristão                   | 22                   |
|          | Official Monster Raving Loony Party       | 22                   |
|          | Partido Alba                              | 19                   |
|          | Aliança da Irlanda do Norte               | 18                   |
|          | Social Democrata e Trabalhista            | 18                   |
|          | Partido Unionista do Ulster               | 17                   |
|          | Partido Unionista Democrático             | 16                   |
|          | Partido da Mulher                         | 16                   |
|          | Partido da Família Escocesa               | 16                   |
|          | Partido Comunista da Grã-Bretanha         | 14                   |
|          | Sinn Féin                                 | 14                   |
|          | Voz Unionista Tradicional                 | 14                   |

Há também:
- 37 outros partidos com mais de um candidato concorrendo,
- 36 candidatos que são os únicos representantes de seus grupos,
- 459 candidatos independentes
- o Speaker (Presidente da Câmara dos Comuns).

## Pesquisas de opinião
A discussão em torno da campanha eleitoral concentrou-se na perspectiva de uma mudança de governo, à medida que o Partido Trabalhista da oposição, liderado por Keir Starmer, mantinha uma vantagem significativa nas pesquisas de opinião sobre o Partido Conservador governante, liderado pelo primeiro-ministro Rishi Sunak. Projeções feitas quatro semanas antes da votação indicavam uma vitória esmagadora para o Labour que superaria a conquistada por Tony Blair na eleição geral do Reino Unido de 1997, enquanto comparações eram feitas na mídia com a eleição federal canadense de 1993 devido à perspectiva de uma possível derrota total dos Conservadores. Uma pesquisa YouGov realizada quatro semanas antes da votação sugeriu que o Labour estava a caminho da maior vitória eleitoral da história do partido, superando a vitória esmagadora de Blair em 1997. A pesquisa indicou que o Labour poderia conquistar 422 assentos, enquanto os Conservadores projetavam ganhar 140 assentos.
Na metade da campanha, o psefologista John Curtice resumiu as pesquisas como tendo mostrado pouca mudança nas primeiras duas semanas da campanha, mas que depois mostraram algumas mudanças claras. Especificamente, tanto os Conservadores quanto o Labour mostraram uma queda de alguns pontos percentuais, deixando o intervalo entre eles inalterado, enquanto Reform UK e os Liberal Democrats mostraram aumento, com uma pesquisa YouGov publicada em 13 de junho chamando atenção por mostrar Reform UK um ponto acima dos Conservadores.

### Projeções
A figura de "Outros" inclui o Speaker, bem como os diversos partidos políticos da Irlanda do Norte, salvo indicação em contrário.
| Fonte              | Data     | Con           | Trab    | Lib Dems | SNP | Plaid | Verdes | Reform | Outros | Resultado               |   |   |    |                         |
| ------------------ | -------- | ------------- | ------- | -------- | --- | ----- | ------ | ------ | ------ | ----------------------- | - | - | -- | ----------------------- |
| Fonte              | Data     | The Economist | 7 junho | 182      | 394 | 22    | 24     | 2      | Outros | Resultado               | 1 | 0 | 19 | Maioria Trabalhista 138 |
| Electoral Calculus | 7 Junho  | 75            | 474     | 61       | 16  | 3     | 2      | 0      | 19     | Maioria Trabalhista 298 |   |   |    |                         |
| ElectionMapsUK     | 10 junho | 101           | 451     | 59       | 13  | 4     | 2      | 1      | 19     | Maioria Trabalhista 252 |   |   |    |                         |
| Financial Times    | 7 junho  | 139           | 443     | 32       | 14  | 2     | 1      | 0      | 19     | Maioria Trabalhista 236 |   |   |    |                         |
| New Statesman      | 7 junho  | 86            | 455     | 65       | 20  | 3     | 1      | 1      | 19     | Maioria Trabalhista 260 |   |   |    |                         |
| YouGov             | 3 junho  | 140           | 422     | 48       | 17  | 2     | 2      | 0      | 19     | Maioria Trabalhista 194 |   |   |    |                         |

## Resultados
A votação foi encerrada às 22h, seguida por uma pesquisa de boca de urna. O primeiro assento, Houghton e Sunderland South, foi declarado às 23h15, com Bridget Phillipson vencendo pelo Partido Trabalhista. Sunak admitiu a derrota para Starmer.

### Sumário
Um resumo dos resultados dos partidos que ganharam assentos na eleição:
|         |                                           |                              |                       |                       |                       |           |       |       |  |  |  |  |  |  |
| Partido | Partido                                   | Líder                        | Membros do Parlamento | Membros do Parlamento | Membros do Parlamento | Votos     | Votos | Votos |  |  |  |  |  |  |
| Partido | Partido                                   | Líder                        |                       | %                     |                       |           | %     |       |  |  |  |  |  |  |
|         | Trabalhista                               | Keir Starmer                 | 411                   | 63,2%                 | 411 / 650             | 9.698.409 | 33,7% |       |  |  |  |  |  |  |
|         | Conservador                               | Rishi Sunak                  | 121                   | 18,6%                 | 121 / 650             | 6.824.809 | 23,7% |       |  |  |  |  |  |  |
|         | Liberais Democratas                       | Ed Davey                     | 72                    | 11,1%                 | 72 / 650              | 3.501.040 | 12,2% |       |  |  |  |  |  |  |
|         | Partido Nacional Escocês                  | John Swinney                 | 9                     | 1,4%                  | 9 / 650               | 708.759   | 2,5%  |       |  |  |  |  |  |  |
|         | Sinn Féin                                 | Mary Lou McDonald            | 7                     | 1,1%                  | 7 / 650               | 210.891   | 0,7%  |       |  |  |  |  |  |  |
|         | Independentes                             | —                            | 6                     | 0,9%                  | 6 / 650               | 564.243   | 2,0%  |       |  |  |  |  |  |  |
|         | Reform UK                                 | Nigel Farage                 | 5                     | 0,8%                  | 5 / 650               | 4.114.287 | 14,3% |       |  |  |  |  |  |  |
|         | Unionista Democrático                     | Gavin Robinson               | 5                     | 0,8%                  | 5 / 650               | 172.058   | 0,6%  |       |  |  |  |  |  |  |
|         | Verde da Inglaterra e dos Países de Gales | Carla Denyer e Adrian Ramsay | 4                     | 0,6%                  | 4 / 650               | 1.841.888 | 6,4%  |       |  |  |  |  |  |  |
|         | Plaid Cymru                               | Rhun ap Iorwerth             | 4                     | 0,6%                  | 4 / 650               | 194.811   | 0,7%  |       |  |  |  |  |  |  |
|         | Social Democrata e Trabalhista            | Colum Eastwood               | 2                     | 0,3%                  | 2 / 650               | 86.861    | 0,3%  |       |  |  |  |  |  |  |
|         | Aliança (APNI)                            | Naomi Long                   | 1                     | 0,2%                  | 1 / 650               | 117.191   | 0,4%  |       |  |  |  |  |  |  |
|         | Unionista do Ulster                       | Doug Beattie                 | 1                     | 0,2%                  | 1 / 650               | 94.779    | 0,3%  |       |  |  |  |  |  |  |
|         | Voz Unionista Tradicional                 | Jim Allister                 | 1                     | 0,2%                  | 1 / 650               | 48.685    | 0,2%  |       |  |  |  |  |  |  |
|         | Speaker                                   | Lindsay Hoyle                | 1                     | 0,2%                  | 1 / 650               | 25.238    | 0,1%  |       |  |  |  |  |  |  |

### Resultados totais
|                                                 |                                                 |                                                 |            |       |       |       |         |            |           |            |             |  |  |  |
| Partido político                                | Partido político                                | Líder(es)                                       | Candidatos | MPs   | MPs   | MPs   | MPs     | MPs        | Votos     | Votos      | Votos       |  |  |  |
| Partido político                                | Partido político                                | Líder(es)                                       | Candidatos | Total | Ganho | Perda | Liq     | % do total | Total     | % do total | Mudança (%) |  |  |  |
|                                                 | Trabalhista                                     | Keir Starmer                                    | 631        | 411   | 218   | 7     | 211     | 63,2       | 9.704.655 | 33.69      | 1,6         |  |  |  |
|                                                 | Conservador                                     | Rishi Sunak                                     | 635        | 121   | 1     | 252   | 251     | 18,6       | 6.827.311 | 23.7       | 19,9        |  |  |  |
|                                                 | Reform UK                                       | Nigel Farage                                    | 609        | 5     | 5     | 0     | 5       | 0,8        | 4.117.221 | 14.29      | 12,3        |  |  |  |
|                                                 | Liberais Democratas                             | Ed Davey                                        | 630        | 72    | 64    | 0     | 64      | 11,1       | 3.519.199 | 12.22      | 0,7         |  |  |  |
|                                                 | Verdes                                          | Carla Denyer & Adrian Ramsay                    | 574        | 4     | 3     | 0     | 3       | 0,6        | 1.841.888 | 6.39       | 3,8         |  |  |  |
|                                                 | Nacional Escocês (SNP)                          | John Swinney                                    | 57         | 9     | 1     | 39    | 38      | 1,4        | 724.758   | 2.52       | 1,3         |  |  |  |
|                                                 | Independentes                                   | —                                               | 459        | 6     | 6     | 0     | 6       | 0,9        | 564.243   | 1.96       | 1,4         |  |  |  |
|                                                 | Sinn Féin                                       | Mary Lou McDonald                               | 14         | 7     | 0     | 0     | Estável | 1,1        | 210.891   | 0.73       | 0,1         |  |  |  |
|                                                 | Trabalhadores                                   | George Galloway                                 | 152        | NOVO  | NOVO  | NOVO  | NOVO    | NOVO       | 210.194   | 0.73       | NOVO        |  |  |  |
|                                                 | Plaid Cymru                                     | Rhun ap Iorwerth                                | 32         | 4     | 2     | 0     | 2       | 0,6        | 194.811   | 0.68       | 0,2         |  |  |  |
|                                                 | Unionista Democrático                           | Gavin Robinson                                  | 16         | 5     | 0     | 3     | 3       | 0,8        | 172.058   | 0.6        | 0,2         |  |  |  |
|                                                 | Aliança (APNI)                                  | Naomi Long                                      | 18         | 1     | 1     | 1     | Estável | 0,2        | 117.191   | 0.41       | Estável     |  |  |  |
|                                                 | Unionista do Ulster                             | Doug Beattie                                    | 17         | 1     | 1     | 0     | 1       | 0,2        | 94.779    | 0.33       | Estável     |  |  |  |
|                                                 | Verde Escocês                                   | Patrick Harvie & Lorna Slater                   | 44         |       |       |       |         |            | 92.685    | 0.32       | 0,2         |  |  |  |
|                                                 | Social Democrata e Trabalhista                  | Colum Eastwood                                  | 18         | 2     | 0     | 0     | Estável | 0,3        | 86.861    | 0.3        | 0,1         |  |  |  |
|                                                 | Voz Unionista Tradicional                       | Jim Allister                                    | 14         | 1     | NOVO  | NOVO  | NOVO    | 0,1        | 48.685    | 0.17       | NOVO        |  |  |  |
|                                                 | Social Democrata                                | William Clouston                                | 122        |       |       |       |         |            | 33.811    | 0.12       | 0,1         |  |  |  |
|                                                 | Speaker                                         | Lindsay Hoyle                                   | 1          | 1     | 0     | 0     | Estável | 0,1        | 25.238    | 0.09       | Estável     |  |  |  |
|                                                 | Partido de Yorkshire                            | Andy Walker                                     | 27         |       |       |       |         |            | 17.227    | 0.06       | Estável     |  |  |  |
|                                                 | Rede dos Independentes                          | -                                               | 5          | NOVO  | NOVO  | NOVO  | NOVO    | NOVO       | 13.663    | 0.05       | NOVO        |  |  |  |
|                                                 | Coalizão Unionista Sindicalista e Socialista    | Dave Nellist                                    | 40         |       |       |       |         |            | 12.562    | 0.04       | Estável     |  |  |  |
|                                                 | Alba                                            | Alex Salmond                                    | 19         | NOVO  | NOVO  | NOVO  | NOVO    | NOVO       | 11.784    | 0.04       | NOVO        |  |  |  |
|                                                 | Reingressar na UE                               | Brendan O'Donnelly                              | 26         | NOVO  | NOVO  | NOVO  | NOVO    | NOVO       | 9.245     | 0.03       | NOVO        |  |  |  |
|                                                 | Verde da Irlanda do Norte                       | Mal O'Hara                                      | 11         |       |       |       |         |            | 8.692     | 0.03       | Estável     |  |  |  |
|                                                 | As Pessoas antes do Lucro                       | Liderança coletiva                              | 3          |       |       |       |         |            | 8.438     | 0.03       | Estável     |  |  |  |
|                                                 | Aontú                                           | Peadar Tóibín                                   | 10         |       |       |       |         |            | 7.466     | 0.03       | Estável     |  |  |  |
|                                                 | Partido Independente de Newham                  | Mehmood Mirza                                   | 1          | NOVO  | NOVO  | NOVO  | NOVO    | NOVO       | 7.180     | 0.02       | NOVO        |  |  |  |
|                                                 | Patrimônio                                      | David Kurten                                    | 41         | NOVO  | NOVO  | NOVO  | NOVO    | NOVO       | 6.597     | 0.02       | NOVO        |  |  |  |
|                                                 | Independência do Reino Unido                    | Nick Tenconi (interino)                         | 26         |       |       |       |         |            | 6.530     | 0.02       | 0,1         |  |  |  |
|                                                 | Partido Liberal                                 | Steve Radford                                   | 12         |       |       |       |         |            | 6.375     | 0.02       | Estável     |  |  |  |
|                                                 | Independentes de Ashfield                       | Jason Zadrozny                                  | 1          | NOVO  | NOVO  | NOVO  | NOVO    | NOVO       | 6.276     | 0.02       | NOVO        |  |  |  |
|                                                 | Monster Raving Loony                            | Howling Laud Hope                               | 22         |       |       |       |         |            | 5.814     | 0.02       | Estável     |  |  |  |
|                                                 | Aliança do Povo Cristão                         | Sidney Cordle                                   | 22         |       |       |       |         |            | 5.604     | 0.02       | Estável     |  |  |  |
|                                                 | Partido da Família Escocesa                     | Richard Lucas                                   | 16         | NOVO  | NOVO  | NOVO  | NOVO    | NOVO       | 5.425     | 0.02       | NOVO        |  |  |  |
|                                                 | Democratas Ingleses                             | Robin Tilbrook                                  | 15         |       |       |       |         |            | 5.182     | 0.02       | Estável     |  |  |  |
|                                                 | Partido da Mulher                               | Kellie-Jay Keen                                 | 16         | NOVO  | NOVO  | NOVO  | NOVO    | NOVO       | 5.077     | 0.02       | NOVO        |  |  |  |
|                                                 | Independentes de Lincolnshire                   | Marianne Overton                                | 2          |       |       |       |         |            | 4.277     | 0.01       | Estável     |  |  |  |
|                                                 | Comunista da Grã-Bretanha                       | Robert Griffiths                                | 14         | 0     | 0     | 0     | Estável | 0.0        |           |            |             |  |  |  |
|                                                 | Partido do Clima                                | Edmund Gemmell                                  | 13         | 0     | 0     | 0     | Estável | 0.0        |           |            |             |  |  |  |
|                                                 | Trabalhista Socialista                          | Jim McDaid                                      | 12         | 0     | 0     | 0     | Estável | 0.0        |           |            |             |  |  |  |
| Partidos com menos de 500 votos cada            | Partidos com menos de 500 votos cada            | Partidos com menos de 500 votos cada            | TBD        |       |       |       |         |            |           |            |             |  |  |  |
| Candidatos independentes (sem partido)          | Candidatos independentes (sem partido)          | Candidatos independentes (sem partido)          | 459        |       |       |       |         |            |           |            |             |  |  |  |
| Brancos ou nulos                                | Brancos ou nulos                                | Brancos ou nulos                                |            |       |       |       |         |            | ASA       | —          | —           |  |  |  |
| Total                                           | Total                                           | Total                                           | 4515       | 650   |       |       | 0       | 100        | ASA       | 100        | 0.0         |  |  |  |
| Eleitores registrados e comparecimento às urnas | Eleitores registrados e comparecimento às urnas | Eleitores registrados e comparecimento às urnas |            |       |       |       |         |            | ASA       | ASA        | ASA         |  |  |  |

### Por país e região
| Results by region and nation |      |       |       |          |     |        |       |    |    |     |        |
| País/Região                  | Ass. |       |       |          |     |        |       |    |    |     |        |
| País/Região                  | Ass. | Trab. | Cons. | Lib Dem. | SNP | Reform | Verde | PC | SF | DUP | Outros |
| Leste da Inglaterra          | 61   | 27    | 23    | 7        | —   | 3      | 1     | —  | —  | —   | 0      |
| Midlands Orientais           | 47   | 29    | 15    | 0        | —   | 2      | 0     | —  | —  | —   | 1      |
| Londres                      | 75   | 59    | 9     | 6        | —   | 0      | 0     | —  | —  | —   | 1      |
| Nordeste                     | 27   | 26    | 1     | 0        | —   | 0      | 0     | —  | —  | —   | 0      |
| Noroeste                     | 73   | 65    | 3     | 3        | —   | 0      | 0     | —  | —  | —   | 2      |
| Sudeste                      | 91   | 36    | 30    | 24       | —   | 0      | 1     | —  | —  | —   | 0      |
| Sudoeste                     | 58   | 24    | 11    | 22       | —   | 0      | 1     | —  | —  | —   | 0      |
| Midlands Ocidentais          | 57   | 38    | 15    | 2        | —   | 0      | 1     | —  | —  | —   | 1      |
| Yorkshire e Humber           | 54   | 43    | 9     | 1        | —   | 0      | 0     | —  | —  | —   | 1      |
| Escócia                      | 57   | 37    | 5     | 6        | 9   | 0      | —     | —  | —  | —   | 0      |
| País de Gales                | 32   | 27    | 0     | 1        | —   | 0      | 0     | 4  | —  | —   | 0      |
| Irlanda do Norte             | 18   | —     | 0     | —        | —   | —      | —     | —  | 7  | 5   | 6      |
| Total                        | 650  | 411   | 121   | 72       | 9   | 5      | 4     | 4  | 7  | 5   | 12     |

## Consequências
Sunak reconheceu a derrota eleitoral em 5 de julho. Em seu discurso de renúncia, Sunak pediu desculpas aos eleitores e candidatos conservadores pela pesada derrota do partido, e também ofereceu apoio a Keir Starmer, expressando esperança de que ele tenha sucesso, dizendo:
"Embora ele tenha sido meu oponente político, Sir Keir Starmer em breve se tornará nosso primeiro-ministro. Neste trabalho, seus sucessos serão todos os nossos sucessos, e eu desejo a ele e à sua família o melhor. Quaisquer que tenham sido nossas divergências nesta campanha, ele é um homem decente e de espírito público, a quem respeito. Ele e sua família merecem o melhor da nossa compreensão, enquanto fazem a enorme transição para suas novas vidas atrás desta porta… e enquanto ele lida com este trabalho mais exigente em um mundo cada vez mais instável."
Starmer sucedeu Sunak como primeiro-ministro, encerrando 14 anos de governo conservador. Em seu primeiro discurso como primeiro-ministro, Starmer prestou homenagem a Sunak, dizendo: "Sua conquista como o primeiro primeiro-ministro britânico de origem asiática do nosso país não deve ser subestimada por ninguém" e também reconheceu "a dedicação e o trabalho árduo que ele trouxe para sua liderança", mas afirmou que o povo britânico votou por mudança:

"Vocês nos deram um mandato claro... E usaremos isso para trazer mudanças... Para restaurar o serviço e o respeito à política... Encerrar a era da performance ruidosa... Ser mais leves em suas vidas... E unir nosso país. Quatro nações... Juntas novamente... Enfrentando, como fizemos tantas vezes no passado... Os desafios de um mundo inseguro... Comprometidos - com uma reconstrução calma e paciente. Então, com respeito e humildade... Convido todos vocês... A se juntar a este governo de serviço... Na missão de renovação nacional. Nosso trabalho é urgente... E começamos hoje."